# Osolike muhe
Osolike muhe (pršilice, lebdjelice; Syrphidae), porodica kukaca kratkoticalaca u redu Diptera (dvokrilci). najbolji su letači među svim kukcima. Porodici pripada preko 6000 vrsta u blizu 200 rodova.
Osolike muhe naziv dobivaju po svome izgledu na ose, dok su naziv lebdjelice dobile po tome što mogu svojim snažnim krilima dugo trepere na jednome mjestu u zraku. Odrasli kukci značajni su oprašivači jer se hrane nektarom cvijeća, cvjetnim prahom i medenom rosom, dok ličinke važne u suzbijanju lisnih ušiju, s kojima se hrane.
Poznatije vrste su okretna pršilica (Syrphus pyrastri), pčelolika cvjetarica (Volucella bombylans).

## Potporodice i rodovi
- potporodica Eristalinae Newman, 1834
  - tribus Brachyopini Williston, 1885
    - podtribus Brachiopina
      - Brachyopa Meigen, 1822
      - Chromocheilosia Hull, 1950
      - Chrysogaster Meigen, 1803
      - Chrysosyrphus Sedman, 1965
      - Cyphipelta Bigot, 1859
      - Hammerschmidtia Schummel, 1834
      - Hemilampra Macquart, 1850
      - Lejogaster Rondani, 1857
      - Lepidomyia Loew, 1864
      - Liochrysogaster Stackelberg, 1924
      - Melanogaster Rondani, 1857
      - Myolepta Newman, 1838
      - Neoplesia Macquart, 1850
      - Orthonevra Macquart, 1829

    - podtribus Spheginina
      - Austroascia Thompson & Marnef, 1977
      - Chamaesphegina Shannon & Aubertin, 1922
      - Neoascia Williston, 1887
      - Sphegina Meigen, 1822

    - Nesvrstani:
    - Cacoceria Hull, 1936
    - Eulejogaster Kassebeer, 1994
    - Riponnensia Maibach, Goeldlin de Tiefenau & Speight, 1994

  - tribus Callicerini Brues & Melander, 1932
    - Callicera Panzer, 1809
    - Notiocheilosia Thompson, 1972

  - tribus Cerioidini Wahlgren, 1909
    - Ceriana Rafinesque, 1815
    - Monoceromyia Shannon, 1922
    - Polybiomyia Shannon, 1925
    - Primocerioides Shannon, 1927
    - Sphiximorpha Rondani, 1850

  - tribus Eristalini Newman, 1834
    - Anasimyia Schiner, 1864
    - Arctosyrphus Frey, 1918
    - Austalis Thompson & Vockeroth in Thompson, 2003
    - Austrophilus Thompson, 2000
    - Axona Stål, 1864
    - Chasmomma Bezzi, 1915
    - Dissoptera Edwards, 1915
    - Dolichogyna Macquart, 1842
    - Eristalinus Rondani, 1845
    - Eristalis Latreille, 1804
    - Habromyia Williston, 1888
    - Helophilus Meigen, 1822
    - Keda Curran, 1931
    - Kertesziomyia Meigen, 1822
    - Lejops Rondani, 1857
    - Lycastrirhyncha Bigot, 1859
    - Mallota Meigen, 1822
    - Meromacroides Curran, 1927
    - Meromacrus Rondani, 1848
    - Mesembrius Rondani, 1857
    - Myathropa Rondani, 1845
    - Palpada Macquart, 1834
    - Pararctophila Hervé-Bazin, 1914
    - Parhelophilus Girschner, 1897
    - Phytomia Guerin-Meneville, 1833
    - Phytomya Guerin-Meneville, 1834
    - Pseudovollucella Shiraki, 1930
    - Quichuana Knab, 1913
    - Senaspis Macquart, 1850
    - Simoides Loew, 1858
    - Vadonimyia Séguy, 1951

  - tribus Merodontini
    - Alipumilio Shannon, 1927
    - Eumerus Meigen, 1822
    - Lyneborgimyia Doczkal & Pape, 2009
    - Merodon Meigen, 1803
    - Platynochaetus Wiedemann, 1830
    - Psilota Meigen, 1822

  - tribus Milesiini Rondani, 1845
    - podtribus Criorhinina
      - Criorhina Meigen, 1822
      - Deineches Walker, 1852
      - Malometasternum Shannon, 1927
      - Matsumyia Shiraki, 1949
      - Sphecomyia Latreille, 1829

    - podtribus Milesiina
      - Milesia Latreille, 1804
      - Spilomyia Meigen, 1803

    - podtribus Philippimyina
      - Blera Billberg, 1820
      - Lejota Rondani, 1857
      - Philippimyia Shannon, 1926

    - podtribus Pterallastina
      - Odyneromyia Shannon & Aubertin, 1833

    - podtribus Temnostomina
      - Pterallastes Loew, 1863
      - Takaomyia Herve-Bazin, 1914
      - Temnostoma Lepeletier & Serville, 1828

    - podtribus Tropidiina
      - Macrozelima Stackelberg, 1930
      - Orthoprosopa Macquart, 1850
      - Rhonotropidia Stackelberg, 1930
      - Syritta Lepeletier & Serville, 1828
      - Tropidia Meigen, 1822

    - podtribus Xylotina
      - Brachypalpoides Hippa, 1978
      - Brachypalpus Macquart, 1834
      - Caliprobola Rondani, 1845
      - Chalcosyrphus Curran, 1925
      - Pocota Lepeletier & Serville, 1828
      - Pseudopocota Mutin & Barkalov, 1995
      - Spheginoides Szilády, 1939
      - Xylota Meigen, 1822

    - Nesvrstani:
    - Calcaretropidia Keiser, 1971
    - Cynorhinella Curran, 1922
    - Flukea Etcheverry, 1966
    - Hadromyia Williston, 1882
    - Hemixylota Shannon & Aubertin, 1933
    - Lycastris Walker, 1857
    - Macrometopia Philippi, 1865
    - Merapioidus Bigot, 1879
    - Meropidia Hippa & Thompson, 1983
    - Nepenthosyrphus Meijere, 1932
    - Palumbia Rondani, 1865
    - Rhinotropidia Stackelberg, 1930
    - Senogaster Macquart, 1834
    - Somula Macquart, 1847
    - Sterphus Philippi, 1865
    - Stilbosoma Philippi, 1865
    - Syrittosyrphus Hull, 1944
    - Teuchocnemis Osten Sacken, 1875
    - Valdiviomyia Vockeroth, 1976

  - tribus Pelecocerini
    - Chamaesyrphus Mik, 1895
    - Pelecocera Meigen, 1822

  - tribus Pipizini
    - Heringia Rondani, 1856
    - Pipiza Fallén, 1810
    - Pipizella Rondani, 1856
    - Cryptopipiza Mutin, 1998
    - Trichopsomyia Williston, 1888
    - Triglyphus Loew, 1840

  - tribus Rhingiini Meigen, 1822
    - Cheilosia Meigen, 1822
    - Ferdinandea Rondani, 1844
    - Hiatomyia Shannon, 1922
    - Ischyroptera Pokorny, 1887
    - Katara Vujić & Radenković, 2019
    - Macropelecocera Stackelberg, 1952
    - Portevinia Goffe, 1944
    - Psarochilosia Stackelberg, 1952
    - Psarus Latreille, 1804
    - Rhingia Scopoli, 1763
    - Fosil*
    - Cheilosialepta Hull, 1945 †

  - tribus Sericomyiini
    - Arctophila Schiner, 1860
    - Conosyrphus Frey, 1915
    - Pseudovolucella Shiraki, 1930
    - Pyritis Hunter, 1897
    - Sericomyia Meigen, 1803

  - tribus Volucellini
    - Apivora Meigen, 1800
    - Copestylum Macquart, 1846
    - Graptomyza Wiedemann, 1820
    - Ornidia Lepeletier & Serville, 1828
    - Volucella Geoffroy, 1762
- potporodica Microdontinae Róndani, 1845
  - Afromicrodon Thompson, 2008
  - Archimicrodon Hull, 1945
  - Aristosyrphus Curran, 1941
  - Bardistopus Mann, 1920
  - Carreramyia Doesburg, 1966
  - Ceratophya Wiedemann, 1824
  - Ceratrichomyia Seguy, 1951
  - Ceriomicrodon Hull, 1937
  - Cervicorniphora Hull, 1945
  - Chrysidimyia Hull, 1937
  - Chymophila Macquart, 1834
  - Domodon Reemer, 2013
  - Furcantenna Cheng, 2008
  - Heliodon Reemer, 2013
  - Hovamicrodon Keiser, 1971
  - Hypselosyrphus Hull, 1937
  - Indascia Keiser, 1958
  - Kryptopyga Hull, 1944
  - Laetodon Reemer, 2013
  - Masarygus Bréthes, 1909
  - Megodon Keiser, 1971
  - Menidon Reemer, 2013
  - Mermerizon Reemer, 2013
  - Metadon Reemer, 2013
  - Microdon Meigen, 1803
  - Mixogaster Macquart, 1842
  - Myiacerapis Hull, 1949
  - Nothomicrodon Wheeler, 1924
  - Oligeriops Hull, 1937
  - Omegasyrphus Giglio-Tos, 1891
  - Paragodon Thompson, 1969
  - Paramicrodon De Meijere, 1913
  - Paramixogaster Brunetti, 1923
  - Parocyptamus Shiraki, 1930
  - Peradon Reemer, 2013
  - Piruwa Reemer, 2013
  - Pseudomicrodon Hull, 1937
  - Ptilobactrum Bezzi, 1915
  - Rhoga Walker, 1857
  - Rhopalosyrphus Giglio-Tos, 1891
  - Schizoceratomyia Carrera, Lopes & Lane, 1947
  - Serichlamys Curran, 1925
  - Spheginobaccha de Meijere, 1908
  - Stipomorpha Hull, 1945
  - Sulcodon Reemer, 2013
  - Surimyia Reemer, 2008
  - Syrphipogon Hull, 1937
  - Thompsodon Reemer, 2013
  - Ubristes Walker, 1852
- potporodica Syrphinae Samouelle, 1819
  - tribus Syrphini Samouelle, 1819
    - Afrostoma Skevington & Thompson, 2014
    - Afrosyrphus Curran, 1927
    - Agnisyrphus Ghorpade, 1994
    - Allobaccha Curran, 1928
    - Allograpta Osten-Sacken, 1875
    - Anu Thompson, 2008
    - Asarkina Macquart, 1842
    - Asiobaccha Violovich, 1976
    - Asiodidea Stackelberg, 1930
    - Betasyrphus Matsumura, 1917
    - Chrysotoxum Meigen, 1803
    - Citrogramma Vockeroth, 1969
    - Dasysyrphus Enderlein, 1938
    - Didea Macquart, 1834
    - Dideoides Brunetti, 1908
    - Dideopsis Matsumura, 1917
    - Doros Meigen, 1803
    - Eosphaerophoria Frey, 1946
    - Epistrophe Walker, 1852
    - Epistrophella Dušek & Láska, 1967
    - Episyrphus Matsumura & Adachi, 1917
    - Eriozona Schiner, 1860
    - Eupeodes Osten Sacken, 1877
    - Exallandra Vockeroth, 1969
    - Fagisyrphus Dusek & Laska, 1967
    - Giluwea Vockeroth, 1969
    - Ischiodon Sack, 1913
    - Lamellidorsum Huo & Zheng, 2005
    - Leucozona Schiner, 1860
    - Melangyna Verrall, 1901
    - Meligramma Frey, 1946
    - Meliscaeva Frey, 1946
    - Notosyrphus Vockeroth, 1969
    - Ocyptamus Linnaeus, 1758
    - Parasyrphus Matsumura, 1917
    - Pelloloma Vockeroth, 1973
    - Pseudodoros Becker, 1903
    - Rhinobaccha Meijere, 1908
    - Salpingogaster Schiner, 1868
    - Scaeva Fabricius, 1805
    - Simosyrphus Bigot, 1882
    - Spazigasteroides Huo, 2014
    - Sphaerophoria Lepeletier & Audinet-Serville, 1828
    - Syrphus Fabricius, 1775
    - Vockerothiella Ghorpade, 1994
    - Xanthogramma Schiner, 1860

  - tribus Bacchini
    - Argentinomyia Lynch Arribálzaga, 1891
    - Atylobacca Hull, 1949
    - Baccha Fabricius, 1805
    - Dioprosopa Hull, 1949
    - Melanostoma Schiner, 1860
    - Platycheirus Lepeletier & Serville, 1828
    - Pseudoplatychirus van Doesburg, 1955
    - Rohdendorfia Smirnov, 1924
    - Spazigaster Rondani, 1843
    - Syrphocheilosia Stackelberg, 1964
    - Xanthandrus Verrall, 1901

  - tribus Paragini
    - Paragus Latreille, 1804

  - tribus Toxomerini
    - Toxomerus Macquart, 1855

Nesvrstani
- Acrophila Matsumura, 1916
- Adasymyia Bigot, 1888
- Ancylosyrphus Bigot, 1882
- Aneriophora Stuardo & Cortés, 1952
- Antiopa Meigen, 1800
- Antiops Enderlein, 1937
- Aphritis Cuvier & Valenciennes, 1831
- Apicomyia Shannon, 1922
- Archalia Hull, 1945
- Atrichosticha Enderlein, 1937
- Austrocheilosia Thompson, 2005
- Austrosyritta Marnef, 1967
- Azpeytia Walker, 1865
- Bacchiopsis Matsumura, 1916
- Barachopa Woodworth, 1913
- Baryterocera Walker, 1856
- Beszella Hippa, 1968
- Callistigma Dinter & Schwantes, 1928
- Callostigma Curran, 1941
- Campineura Rondani, 1857
- Cenogaster Duméril, 1801
- Cepa Thompson & Vockeroth, 2007
- Eosalpingogaster Hull, 1949
- Leucopodella Hull, 1949
- Papiliomyia Hull, 1937
- Pelecinobaccha Shannon, 1927
- Pipunculosyrphus Hull, 1937
- Relictanum Miranda, 2014
- Talahua Fluke, 1945
- Tuberculanostoma Fluke, 1943

Fosili
- Archisyrphus Hull, 1960 †
- Arctolepta Hull, 1945 †
- Cacogaster Hull, 1945 † inc.sed.
- Liomyodia Evenhuis, 1994 †

izvori za rodove

## Vanjske poveznice
|  | Zajednički poslužitelj ima još gradiva o temi Syrphidae |
|  | Wikivrste imaju podatke o taksonu Syrphidae             |